# Темпа Груе-Педаче (Салерно)
Темпа Груе-Педаче је насеље у Италији у округу Салерно, региону Кампанија.
Према процени из 2011. у насељу је живело 94 становника. Насеље се налази на надморској висини од 507 м.